# Mimoropica
Mimoropica is een kevergeslacht uit de familie van de boktorren (Cerambycidae). De wetenschappelijke naam van het geslacht werd voor het eerst geldig gepubliceerd in 1941 door Breuning & de Jong.

## Soorten
Mimoropica omvat de volgende soorten:
- Mimoropica biplagiata Breuning & de Jong, 1941
- Mimoropica fascicollis Breuning, 1940
- Mimoropica papuana Breuning, 1961
- Mimoropica spinipennis Breuning, 1942
- Mimoropica sumatrana Breuning, 1942
- Mimoropica tevorensis Breuning, 1965